# Hanna Dzerkal
Hanna Leonidiwna Dzerkal, ukr. Ганна Леонідівна Дзеркаль, ros. Анна Леонидовна Дзеркаль (ur. 18 sierpnia 1987 w Jużnoukraińsku) – ukraińska pływaczka, specjalizująca się w stylu klasycznym i zmiennym.
Wicemistrzyni Europy na krótkim basenie z Helsinek (2006) na 100 m stylem zmiennym oraz brązowa medalistka z Chartres (2012) na 200 m stylem klasycznym.
Uczestniczka igrzysk olimpijskich z Pekinu (31. miejsce na 200 m stylem zmiennym i 14. miejsce w sztafecie 4 x 100 m stylem dowolnym) oraz Londynu (17. miejsce na 200 m żabką, 18. miejsce na 200 m i 26. miejsce na 400 m stylem zmiennym oraz 16. miejsce w sztafecie 4 x 200 m stylem dowolnym).